# Каннський кінофестиваль 2013
66-й Каннський кінофестиваль проходив з 15 до 26 травня 2013 року. Головою журі був відомий кінорежисер Стівен Спілберг. Фестиваль відкрили переглядом екранізації роману Френсіса Скотта Фіцджеральда «Великий Гетсбі». Фільмом закриття фестивалю став «Зулу» французького кінорежисера Жерома Салле.

## Журі
|         | І'мя                          | Фах                          | Країна          |
| ------- | ----------------------------- | ---------------------------- | --------------- |
| nothumb | Стівен Спілберг (голова журі) | режисер, сценарист, продюсер | США             |
| nothumb | Даніель Отей                  | актор, режисер               | Франція         |
|         | Відіа Балан                   | актриса                      | Індія           |
| nothumb | Наомі Кавасе                  | режисерка                    | Японія          |
| nothumb | Ніколь Кідман                 | актриса, режисер             | Австралія       |
| nothumb | Енг Лі                        | режисер, сценарист, продюсер | Тайвань         |
| nothumb | Крістіан Мунджіу              | режисер, сценарист, продюсер | Румунія         |
| nothumb | Лінн Ремсі                    | режисер, сценаристка         | Велика Британія |
| nothumb | Крістоф Вальц                 | актор                        | Австрія         |

## Фільми— учасники фестивалю

### Конкурсна програма
| Назва                   | Оригінальна назва                         | Режисер               | Країна            |
| ----------------------- | ----------------------------------------- | --------------------- | ----------------- |
| За канделябрами         | Behind the Candelabra                     | Стівен Содерберг      | США               |
| Лише Бог прощає         | Only God Forgives                         | Ніколас Віндінг Рефн  | Франція Данія     |
| Велика краса            | La Grande Bellezza                        | Паоло Соррентіно      | Італія Франція    |
| Венера в хутрі          | La Vénus à la fourrure                    | Роман Поланскі        | Франція           |
| Небраска                | Nebraska                                  | Александер Пейн       | США               |
| Молода і прекрасна      | Jeune et Jolie                            | Франсуа Озон          | Франція           |
| Солом'яний щит          | 藁 の 楯/Wara no Tate                     | Такасі Мііке          | Японія            |
| Життя Адель             | La Vie d'Adèle                            | Абделатіф Кешиш       | Франція           |
| Призначення             | 天注定/Tian Zhu Ding                      | Цзя Чжанке            | Чилі              |
| Який батько, такий син  | そして 父 に なる/Soshite chichi ni naru  | Хірокадзу Корееда     | Японія            |
| Іммігрант               | The Immigrant                             | Джеймс Грей           | США               |
| Елі                     | Heli                                      | Амат Ескаланте        | Мексика           |
| Минуле                  | Le Passé                                  | Асгар Фархаді         | Франція           |
| Джиммі Пікар            | Jimmy P: Psychotherapy of a Plains Indian | Арно Деплешен         | Франція           |
| Міхаель Кольхаас        | Michael Kohlhaas                          | Арно де Пальєр        | Франція Німеччина |
| Всередині Л'юіна Девіса | Inside Llewyn Davis                       | брати Коен            | США               |
| Талісман                | Grisgris                                  | Махамат-Салех Харун   | Чад               |
| Замок в Італії          | Un château en Italie                      | Валерія Бруні-Тедескі | Франція           |
| Боргман                 | Borgman                                   | Алекс ван Вармердам   | Нідерланди        |
| Виживуть тільки коханці | Only Lovers Left Alive                    | Джим Джармуш          | США               |

## Нагороди
- Золота пальмова гілка
  - «Життя Адель», Абделатіф Кешиш
- Золота камера
  - Ентоні Чен, «Ilo Ilo» (Сінгапур)
- Приз за найкращу жіночу роль
  - Береніс Бежо, «Минуле» (Франція)
- Приз за найкращу чоловічу роль
  - Брюс Дерн, «Небраска» (США)
- Приз за найкращий сценарій
  - Цзя Чжанке, «Дотик гріха» (Китай)
- Приз журі
  - «Який батько, такий та син», реж. Хірокадзу Корееда (Японія)
- Приз за найкращу режисуру
  - Амат Ескаланте, «Елі» (Мексика)
- Гран-прі
  - Брати Коен, «Всередині Льюїна Девіса» (США)